# Richard Dunbar
Richard Dunbar (Brooklyn, 22 mei 1944 - 8 februari 2006) was een Amerikaanse jazzmuzikant (Franse hoorn, basgitaar, shakeray) van de freejazz.

## Biografie
Richard Dunbar begon Franse hoorn te studeren op de middelbare school. Hij speelde ook basgitaar en de shakeray, een Afrikaans percussie-instrument.
Zijn eerste bekende opname was de in 1968 opgenomen plaat University of the Streets door Bill Dixon. Hij trad op als sideman met artiesten als Sam Rivers, Earl Freeman en Ted Daniel. Tijdens de jaren 1980 richtte hij het kleine label Jahari Records op, waar hij vijf platen opnam onder zijn eigen naam.
Eind jaren 1980 en begin jaren 1990 had Dunbar ook connecties met Sun Ra. Rond 1993 verhuisde Dunbar naar Parijs, waar hij woonde, verder ging met spelen en muziek onderwees.

## Overlijden
Richard Dunbar overleed in februari 2006 op 61-jarige leeftijd onderweg naar een concert aan de gevolgen van een hartinfarct. Op dat moment had hij net zijn eerste film voltooid en werkte hij aan het uitbrengen van vijf nieuwe opnamen.

## Discografie
- 1981: Clear-Eyed Vision
- 1982: Running Buddies, Volume 1
- 1983: Running Buddies, Volume 2
- 1986: Dream Messages
- 1987: Dancing To The Light

- Bibliothèque nationale de France: cb160372523 (data)
- International Standard Name Identifier: 0000 0000 5957 8086
- Library of Congress Control Number: no98026212
- Nederlandse Thesaurus van Auteursnamen: 400927349
- Virtual International Authority File: 9313149068472465730003